# Puisse un vent violent se lever
Pistes de Chœurs
Révélation de l'oracle La Victoire de Thèbes
Puisse un vent violent se lever est la septième chanson de l'album Chœurs de Bertrand Cantat, Pascal Humbert, Bernard Falaise et Alexander MacSween conçu pour constituer les chœurs antiques de la trilogie « Des femmes » de Sophocle adaptée et mise en scène en 2011 par Wajdi Mouawad. Elle illustre Les Trachiniennes, le premier volet de la trilogie.

## Argument
Héraclès a revêtu la tunique offerte par Déjanire et amenée par Lichas. Alors qu'elle pensait y ajouter un philtre d'amour, pour garder à elle son époux qui la délaisse pour Iole, en l'enduisant du sang de Nessos — le centaure tué des années auparavant par Héraclès d'une flèche trempée dans le venin de l'hydre de Lerne lorsqu'il tenta de violer Déjanire — la tunique est en réalité empoisonnée de ce même venin grâce à une ultime ruse post-mortem de Nessos. Héraclès, demi-dieu, ne peut mourir ainsi, mais brûle intérieurement sans pouvoir rien faire. Souffrant le martyre, il demande à son fils Hyllos de dresser un bucher sur le mont Œta, de l'y jeter, et d'épouser sa captive Iole.
Puisse un vent violent se lever est issu du quatrième stasimon des Trachiniennes,,.

## Musiciens ayant participé à la chanson
- Bertrand Cantat, chant, guitare, harmonica
- Pascal Humbert, basse, contrebasse
- Bernard Falaise, guitare
- Alexander MacSween, batterie, percussions